# شهرستان یگورلیکسکی
شهرستان یگورلیکسکی (به لاتین: Yegorlyksky District) یک شهرستان در روسیه است که در استان روستوف واقع شده‌است.